# Cuña fiscal

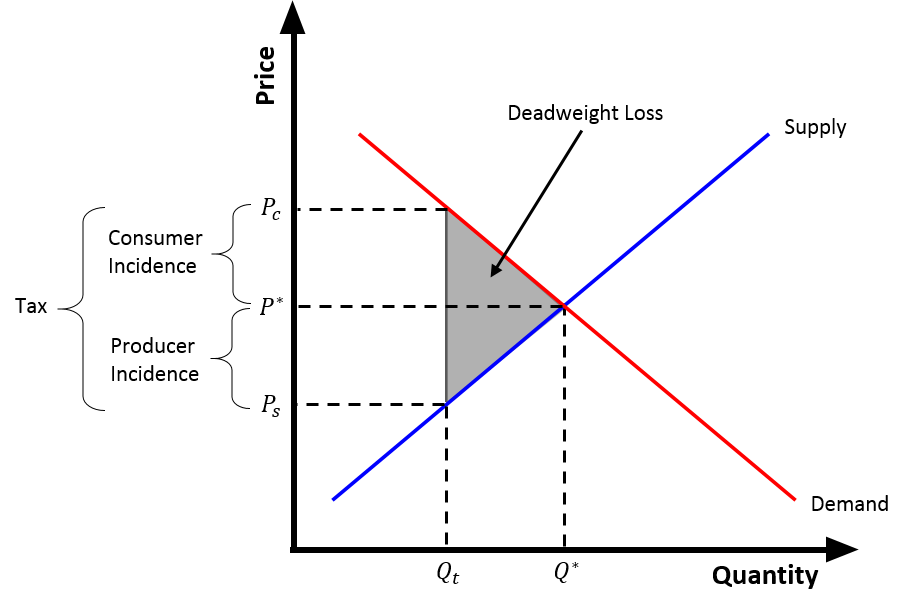
Gráfico de una cuña fiscal, mostrando su incidencia sobre el consumo y la producción.

Se denomina cuña fiscal al desvío del punto de equilibrio precio/cantidad ({\displaystyle P^{*}} y {\displaystyle Q^{*}}, respectivamente) como resultado de los impuestos sobre el bien. A causa del impuesto, los consumidores pagan más por el bien ({\displaystyle P_{c}}) que lo que lo harían antes de aplicar el impuesto, y los proveedores reciben menos por ese bien ({\displaystyle P_{s}}) que en el caso de que no hubiera impuesto. En otras palabras, la cuña fiscal es la diferencia entre lo que los consumidores pagan y lo que los productores reciben (neto luego de impuestos) en una transacción. En efecto el impuesto es una "cuña" entre el precio que pagan los consumidores y el precio que reciben los productores por un producto.
De acuerdo a la ley de la oferta y demanda, al aumentar el precio a los consumidores, y disminuir el precio que reciben los proveedores, la cantidad que cada uno desea comerciar disminuirá. Si se introduce un impuesto, se alcanza un nuevo punto de equilibrio, donde los consumidores pagan más {\displaystyle (P^{*}\rightarrow P_{c})}, los proveedores reciben menos {\displaystyle (P^{*}\rightarrow P_{s})}, y la cantidad comerciada disminuye {\displaystyle (Q^{*}\rightarrow Q_{t})}.  La diferencia entre {\displaystyle P_{c}} y {\displaystyle P_{s}} es equivalente a la magnitud del impuesto por unidad de bien.

## Implicancias de la cuña fiscal

### Pérdida por peso muerto
La "cuña" insertada producto de un impuesto representa la cantidad de pérdida por peso muerto creada por el impuesto. La pérdida por peso muerto es la reducción de la eficiencia social (excedente proveedor y consumidor) al prevenir aquel comercio en el cual los beneficios exceden su costo. La pérdida por peso muerto ocurre a causa de un impuesto porque un precio más elevado a los consumidores, y un precio menor recibido por los proveedores, reduce la cantidad del bien comerciado. Por lo tanto, la cantidad de equilibrio de un bien gravado con impuesto es menor que la cantidad de equilibrio del mismo bien sin impuesto aplicado. La pérdida por peso muerto que introduce un impuesto es igual a {\displaystyle {1 \over 2}\times \ Tax\ \times (Q^{*}-Q_{t})}, y queda representada por el triángulo sombreado en las dos figuras adjuntas. 

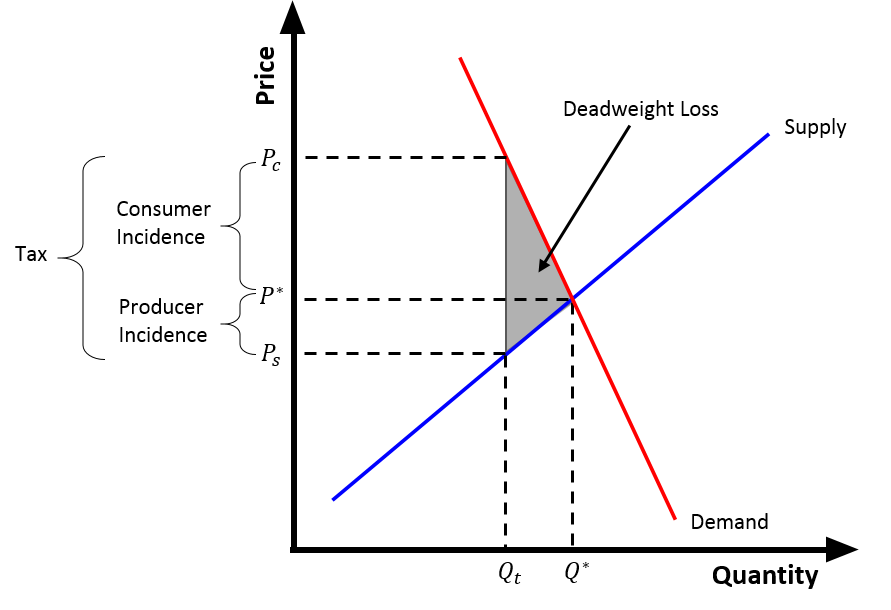
Cuando la demanda es más inelástica que la oferta, los consumidores deben cargar con una mayor parte del impuesto. (por ejemplo cigarrillos)

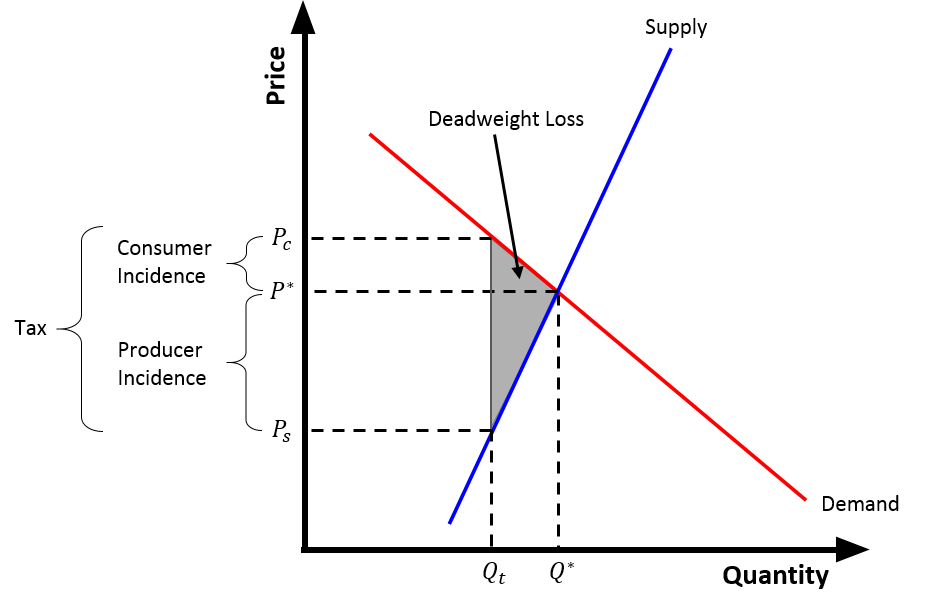
Cuando la oferta es más inelástica que la demanda, los proveedores deben cargar con una mayor parte del impuesto.. (por ejemplo hoteles que dan al mar)

### Incidencia fiscal
Existen dos tipos de incidencias o efectos impositivos que genera un impuesto la incidencia legal de un impuesto y la incidencia económica de un impuesto. Típicamente, una referencia general a "incidencia fiscal" se refiere a la incidencia económica de un impuesto.
La incidencia legal de un impuesto recae en la parte, productores o consumidores, que tiene que enviar físicamente un cheque al gobierno por el monto de un impuesto. Por ejemplo, si una persona paga directamente su impuesto sobre la renta al gobierno (sin retención por parte del empleador), la carga legal recaería sobre los consumidores. Sin embargo, si se impone un impuesto a los productores de gasolina, la carga legal recaería sobre los productores.
La incidencia económica de un impuesto recae en la parte que asume el costo real del impuesto. Dicho de otra manera, la incidencia económica refleja el cambio real en los recursos de una persona o empresa debido al impuesto. La incidencia legal del impuesto es irrelevante para la incidencia económica del impuesto. De hecho, la incidencia económica está completamente determinada por la elasticidad de la oferta y la demanda. Por lo general, tanto los productores como los consumidores tienen una parte de la incidencia económica del impuesto, pero estas partes no tienen porque ser iguales. La parte con la curva más inelástica (más pronunciada) soporta más impuestos. Por ejemplo, los consumidores de productos de tabaco generalmente pagan más impuestos sobre el tabaco, porque son adictos al producto y su consumo no se ve fuertemente afectado por los cambios de precios (la demanda es inelástica). Los productores pagan más del impuesto cuando la oferta es inelástica; por ejemplo, los productores de hoteles frente a la playa pagarían más impuestos sobre los hoteles y aceptarían precios más bajos por su producto, porque un cambio en el precio no tendría un gran efecto en la cantidad de hoteles frente a la playa. Estos ejemplos se ilustran gráficamente (derecha). La incidencia económica en los consumidores es igual a {\displaystyle P_{c}-P^{*}}, y la incidencia en los productores es igual a {\displaystyle P^{*}-P_{s}}.
El desplazamiento total de un impuesto ocurre cuando una de las partes en una transacción soporta toda la carga tributaria. Cuando la demanda es perfectamente inelástica, la carga impositiva se traslada completamente a los consumidores; cuando la oferta es perfectamente inelástica, la carga tributaria se traslada completamente a los productores. A la larga, sin embargo, la oferta y la demanda se vuelven más elásticas: las preferencias de los consumidores por un producto pueden cambiar (los fumadores de cigarrillos pueden dejar de fumar), y los proveedores pueden optar por reducir su inversión o abandonar el mercado (una cadena de hoteles puede decidir vender sus propiedades frente al mar). Esto significa que la incidencia económica en los consumidores y productores puede cambiar a largo plazo.

## Cuña fiscal sobre el trabajo
También se suele analizar el impacto de la cuña fiscal sobre el trabajo, para evaluar la presión fiscal sobre el mismo. En este caso se expresa como porcentaje que representan los impuestos sobre las rentas salariales y las cargas de seguridad social sobre el total de Coste laboral.

### Cálculo
| Símbolo               | Nombre                                                           |
| --------------------- | ---------------------------------------------------------------- |
| {\displaystyle W}     | Salario bruto                                                    |
| {\displaystyle c_{p}} | Porcentaje de cargas a la seguridad social del empleador         |
| {\displaystyle c_{e}} | Porcentaje de cargas a la seguridad social del trabajador        |
| {\displaystyle t_{e}} | Porcentaje medio del Impuesto sobre la renta de personas físicas |
| {\displaystyle t_{c}} | Porcentaje de impuesto sobre el consumo (IVA)                    |
| {\displaystyle P_{p}} | Índice de precios a la producción                                |
| {\displaystyle P_{c}} | Índice de Precios de Consumo (IPC)                               |

El coste total para la empresa del trabajador es (en términos reales):
{\displaystyle CT={\frac {W(1+c_{p})}{P_{p}}}}.
El poder adquisitivo del trabajador es (en términos reales): 
{\displaystyle PA={\frac {W(1-c_{e})(1-t_{e})}{P_{c}(1+t_{c})}}}.
La cuña fiscal sobre el trabajo resulta ser: 
{\displaystyle \rho _{s}={\frac {CT}{PA}}={\frac {\frac {W(1+c_{p})}{P_{p}}}{\frac {W(1-c_{e})(1-t_{e})}{P_{c}(1+t_{c})}}}={\frac {(1+c_{p})(1+t_{c})}{(1-c_{e})(1-t_{e})}}\left({\frac {P_{c}}{P_{p}}}\right)}.

### En la práctica
Los gobiernos redujeron un poco las cuñas fiscales sobre el trabajo en la década de 2000 en la mayoría de los países de la OCDE, en parte debido a la competencia fiscal, pero también debido al deseo de atraer a más personas a la fuerza laboral para compensar el efectos del envejecimiento de la población en la producción y la riqueza nacional.
La tabla a continuación muestra la cuña fiscal sobre el trabajo en el año 2015 en los países miembros de OCDE, según un informe de la OCDE.
| País            | Cuña fiscal sobre el trabajo (2015) |
| --------------- | ----------------------------------- |
| Bélgica         | 55.3                                |
| Austria         | 49.5                                |
| Alemania        | 49.4                                |
| Hungría         | 49.0                                |
| Francia         | 48.5                                |
| Italia          | 47.9                                |
| Finlandia       | 43.9                                |
| República Checa | 42.8                                |
| Suecia          | 42.7                                |
| Eslovenia       | 42.6                                |
| Portugal        | 42.1                                |
| Eslovaquia      | 41.3                                |
| España          | 39.6                                |
| Grecia          | 39.3                                |
| Estonia         | 39.0                                |
| Turquía         | 38.3                                |
| Luxemburgo      | 38.3                                |
| Noruega         | 36.6                                |
| Dinamarca       | 36.4                                |
| Países Bajos    | 36.2                                |
| Polonia         | 34.7                                |
| Islandia        | 34.0                                |
| Japón           | 32.0                                |
| Estados Unidos  | 31.7                                |
| Canadá          | 31.6                                |
| Reino Unido     | 30.8                                |
| Australia       | 28.4                                |
| Irlanda         | 27.5                                |
| Suiza           | 22.2                                |
| Corea del Sur   | 21.9                                |
| Israel          | 21.6                                |
| México          | 19.7                                |
| Nueva Zelanda   | 17.6                                |
| Chile           | 7.0                                 |